# Girolamo Brandolini

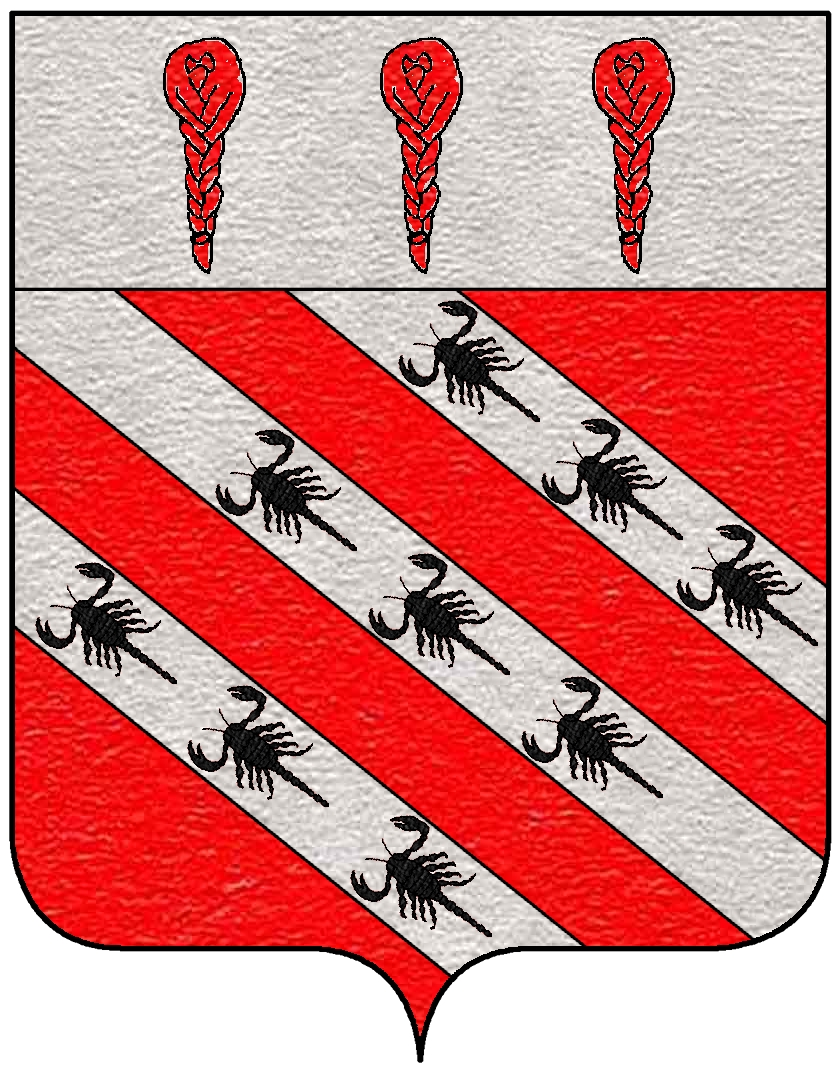
Stemma dei Brandolini

Girolamo Brandolini o Brandolin, cognome completo Brandolini Rota, dal 1914 Brandolini d'Adda (Milano, 16 maggio 1870 – Padova, 30 aprile 1935) è stato un militare e politico italiano.

## Biografia
Figlio del senatore Annibale Brandolini, proveniva da una famiglia veneta di antica nobiltà e si fregiava dei titoli di conte di Valmareno, signore di Solighetto e patrizio veneto. Con il Regio Decreto 26 novembre 1914 poté aggiungere al proprio cognome quello della madre, Leopolda D'Adda.
Come amministratore locale fu sindaco di Cison di Valmarino (28 luglio 1907-28 giugno 1914) e poi consigliere comunale a Venezia, Cison di Valmarino, Pieve di Soligo, Follina e Casatisma. Ricoprì inoltre la carica di deputato, venendo eletto per tre legislature consecutive (elezioni del 1901, 1904 e 1909).
Divenne senatore il 16 ottobre 1913 essendo relatore Antonino Di Prampero. La nomina fu convalidata il 5 dicembre e giurò il successivo 9 dicembre.
Quanto alla carriera militare, tra il 1890 e il 1892 Brandolini partecipò alla guerra d'Eritrea, combattendo poi da volontario nella Grande Guerra. Raggiunse il grado di tenente colonnello dei granatieri.
Aderì al fascismo, iscrivendosi al PNF il 4 dicembre 1925.